# Scalpellum studeri
Scalpellum studeri är en kräftdjursart som beskrevs av Tieche 1905. Scalpellum studeri ingår i släktet Scalpellum och familjen Scalpellidae. Inga underarter finns listade i Catalogue of Life.